# Straßenbekanntschaften in St. Pauli
Straßenbekanntschaften in St. Pauli ist ein deutscher Kriminalfilm aus dem Jahr 1967 von Werner Klingler. Entgegen dem Vorspann wird der Titel auf Plakat und in allen Nachschlagewerken als Straßenbekanntschaften auf St. Pauli wiedergegeben.

## Handlung
Die noch junge und recht unerfahrene Susanne Petersen will ihrer Mutter, der bei der Sittenpolizei arbeitenden und somit auch für die Reeperbahn zuständigen Kriminalkommissarin Renate Petersen, beweisen, dass sie kein kleines Kind mehr ist. Mit ihrer Freundin Gerti, die sich im Nachtleben von Hamburg auskennt, ist sie ganz auf Abenteuer aus. Nun wollen sie einen Zug durch die Kneipen (und damit auch das Revier von Susannes Mutter) machen. In einer dieser zwielichtigen Pinten wird Susanne betrunken gemacht und bei einer obskuren Schönheitswahl zur „Miss Nacht“ gekürt. Nachtclubbesitzer Radebach, der regelmäßig mit der Kripokommissarin aneinandergerät, sieht durch diese für ihn glücklichen Umstände endlich eine Gelegenheit, es Renate Petersen richtig heimzuzahlen. Denn die Kommissarin hat schon so manches Mal versucht, seinen Laden hochgehen lassen, weil Radebach verbotenerweise minderjährige Mädchen in seinem Etablissement auftreten lässt und juristisch eher grenzwertige Filmchen für das lüsterne, männliche Publikum zeigt.
Zeit also, es der lästigen Dame von der Polizei heimzuzahlen. Zwar konnte Radebach bislang seine halblegalen Veranstaltungen bei anstehenden Razzien noch immer im letzten Moment abblasen und die minderjährigen Mädels im Keller verstecken. Aber nun ist die Gelegenheit da, die Kommissarin in seine Hand zu bekommen. Über Susannes Schulfreundin Gerti, der derzeitigen Geliebten des schmierigen Fotografen Ingo, soll Susanne in eine Falle gelockt werden. Ziel ist es, von der hübschen Kurzhaarblondine kompromittierende Fotos zu schießen, die man als Druckmittel gegenüber ihrer Mutter einsetzen könnte. Gesagt, getan, und zwar genau bei jener ominösen Wahl zur „Miss Nacht“ in Radebachs Etablissement.
In jener Nacht unternimmt Renate Petersen ganz privat einen Reeperbahnbummel mit ihrem Kollegen von der Mordkommission, Kommissar Torberg. Sie weiß nicht, dass ihr bislang unschuldiges Töchterlein in höchste Bedrängnis geraten ist. Susanne schlägt derweil der schmierigen Radebach nieder und flieht ins Dunkel der Nacht von St. Pauli. Fotograf Ingo sieht die Chance gegeben, den auch ihm unbequem gewordenen, bulligen Barbesitzer den Rest zu geben und bringt Radebach in einem Zweikampf um. Alle Spuren der Mordtat weisen auf Susanne, woraufhin Kommissarin Petersen bemüht, eben jene Spuren zu verwischen. Auch Gerti soll es als unliebsame Zeugin an den Kragen gehen; sie kann jedoch Ingos Mordversuch knapp entgehen und überlebt. Ingo spürt unterdessen Susanne auf der Reeperbahn auf und redet ihr ein, dass diese am Tod Radebachs schuld sei. Das Mädchen wird zu seiner Geisel. Mit ihr flieht der Schurke kreuz und quer durch Hamburg, immer die Polizei und Radebachs Geschäftsführer Jensen im Nacken.

## Produktionsnotizen
Straßenbekanntschaften auf St. Pauli wurde vom 7. Juni bis zum 24. Juli 1967 im Studio Hamburg und auf St. Pauli gedreht. Der Schwarzweißstreifen passierte die FSK-Prüfung am 7. Februar 1968 und wurde am 29. Februar 1968 im Hamburger Urania-Kino uraufgeführt.
Für den Regieveteranen Werner Klingler („Titanic“) war dies die letzte Kinoregie. Die Produktionsleitung hatte Klaus Hoffmann. Co-Autor Jürgen Knop assistierte auch Regisseur Klingler.

## Kritiken
„Groschengeschichte mit pseudomoralischem Anstrich.“

„Schmuddelgeschichte aus dem Hamburger Reeperbahn-Milieu.“

„Dutzendfilm im St.-Pauli-Milieu. Ein zusammengestoppeltes Geschichtchen von Erpressung, Mord, Flucht und Ende in der Kiesgrube, mühsam auf Spielfilmlänge gestreckt. Das Mäntelchen des Milieus deckt kaum die Blößen der einfältigen Dramaturgie. Langweilig für jedes Alter.“